# Nh. Dini
Nh. Dini (* 29. Februar 1936 in Semarang, Jawa Tengah als Nurhayati Sri Hardini; † 4. Dezember 2018) war eine indonesische Schriftstellerin.

## Leben
Bereits in frühester Kindheit wurde Dinis Interesse an Geschichten durch in ihrer Familie mündlich überlieferte traditionelle indonesische Legenden sowie Inszenierungen durchreisender Theaterensembles geweckt. Als ihr Vater kurz vor ihrem Wechsel in die Junior High School im Jahr 1950 verstarb, begann sie zur Verarbeitung ihrer Gefühle mit dem Verfassen erster Kurzgeschichten.
Als Teenager schrieb sie Gedichte und Texte, die in kleineren Magazinen veröffentlicht und deren Lesungen im Radiosender Radio Republik Indonesia übertragen wurden.
1956 zog sie nach Jakarta und arbeitete in den kommenden Jahren hauptberuflich als Stewardess für die Fluglinie Garuda Indonesia. In Jakarta erhielt sie Zugang zu der zu dieser Zeit noch stark männlich dominierten Literaturszene der Stadt. Mit dem Schriftsteller Ajip Rosidi, mit dem sie eine lebenslange Freundschaft verbinden sollte, nahm sie an literarischen Gesprächsrunden und Konferenzen teil.
Nationale Bekanntheit erlangte sie 1956 mit dem Kurzgeschichtenband Dua Dunia (Zwei Welten) und der 1960 veröffentlichten Kurzgeschichte Hati yang damai (Ein friedliches Herz).
Im Jahr 1960 heiratete sie den französischen Diplomaten Yves Coffin, mit dem sie in den folgenden zwei Jahrzehnten in Japan, Kambodscha, den Philippinen, den Vereinigten Staaten und Frankreich lebte. 1961 wurde die Tochter Marie-Claire Lintang Coffin und 1967 der Sohn Pierre Coffin geboren.
Ihr 1973 veröffentlichter Roman Pada Sebuah Kapal (Auf einem Boot) entwickelte sich zu einem Bestseller. Später folgten La Barka (1975), Keberangkatan (1977) und Namaku Hiroko (1979). Zwischen 1978 und 2003 veröffentlichte sie eine autobiographische Serie „denkwürdiger Geschichten“ Rangkaian Cerita Kenangan.
Während ihr Mann 1977 als Generalkonsul in Detroit tätig war, trennte sich Dini von ihm und zog wieder nach Paris. Die Ehe wurde 1984 geschieden.
Ab 1980 lebte Dini wieder in Indonesien und ließ sich in Kampung Sekayu, Semarang, nieder. 1986 gründete sie dort die Kinderbibliothek Pondok Baca Nh.Dini.
Sie verfasste eine umfassende Biographie des indonesischen Dichters Amir Hamzah, die erstmals 1981 erschien. Daneben entstanden Kurzgeschichtenbände wie Tuileries (1982) und Romane wie Orang-orang Tran (1985) und Jalan Bandungan (1989).
2003 wurde sie mit dem S.E.A. Write Award ausgezeichnet.
Dini lebte zuletzt in Sleman nahe Yogyakarta. Die Arbeit an einem geplanten weiteren Roman und an ihren Memoiren konnte sie gesundheitsbedingt seit 2008 nicht mehr fortsetzen.
Sie starb am 4. Dezember 2018 nach einem Verkehrsunfall.